# Pikrolímni (dème)
Le dème de Pikrolímni, en grec moderne : Δήμος Πικρολίμνης, est un ancien dème de Macédoine-Centrale en Grèce. Depuis 2010, il fait partie du dème de Kilkís.
Selon le recensement de 2011, la population du dème compte 5 442 habitants.